# فرودگاه مسا دل ری
فرودگاه مسا دل ری (به انگلیسی: Mesa Del Rey Airport) یک فرودگاه همگانی با کد یاتا KIC است که یک باند فرود آسفالت دارد و طول باند آن ۱۳۶۷ متر است. این فرودگاه در شهر کینگ سیتی، کالیفرنیا کشور ایالات متحده آمریکا قرار دارد و در ارتفاع ۱۱۲٫۸ متری از سطح دریا واقع شده‌است.